# Suor Angelica
Suor Angelica („Schwester Angelica“) ist eine Oper in einem Akt von Giacomo Puccini. Das Libretto verfasste Giovacchino Forzano. Puccini verband sie mit den zwei Einaktern Il tabarro und Gianni Schicchi zu Il trittico („Das Triptychon“). Die gemeinsame Uraufführung fand am 14. Dezember 1918 an der Metropolitan Opera in New York City statt.

## Hintergrund
Giacomo Puccini wollte einen Zyklus, das Trittico, verfassen, der ein tragisches (Il tabarro), ein lyrisches und ein heiteres Stück (Gianni Schicchi) an einem Abend zur Aufführung bringen sollte. Suor Angelica bildet dabei den lyrischen zweiten Akt.

## Handlung
Die Oper spielt in Italien, gegen Ende des 17. Jahrhunderts.
Ort: in einem Kloster in der Nähe von Siena; im Hintergrund die Kirche, rechts der Friedhof, links der Küchengarten, davor ein Brunnen
In der Klosterkirche wird der Gottesdienst begangen. Nach dem Gottesdienst bestraft die Schwester Eiferin zwei Laienschwestern, Schwester Lucilla und Schwester Osmina; die Lehrmeisterin erklärt den Novizinnen ihre Vergehen: Die Laienschwestern kamen zu spät zum Gottesdienst, haben aber im Gegensatz zur ebenfalls verspäteten Schwester Angelica nicht die vorgeschriebene Bußübung durchgeführt; Schwester Lucilla lachte während des Gottesdienstes; Schwester Osmina hielt Rosen in ihren Ärmeln verborgen. 
Während Angelica den Kräutergarten pflegt, bemerkt Schwester Genovieffa, dass die drei „Abende des vergoldeten Brunnens“ wieder beginnen. Die Lehrmeisterin erklärt einer Novizin, dass nur an drei Tagen im Jahr die Sonne nach dem Gottesdienst auf den Brunnen im Klosterhof scheint und seinen Wasserstrahl gold erscheinen lässt. Alle erinnern sich daran, dass schon wieder ein Jahr vergangen ist und an den Tod von Schwester Bianca Rosa. Schwester Genovieffa schlägt vor, einen Eimer mit dem „goldenen Wasser“ über ihr Grab zu gießen. Die anderen stimmen zu, da dies sicher ihr Wunsch wäre. Angelica sagt, dass es im Tod keine Wünsche gebe, da die Mutter Gottes dort jeden Wunsch vor seinem Entstehen erfülle. Die Schwester Eiferin wendet ein, dass sie auch im Leben keine Wünsche haben dürfen. Genovieffa widerspricht: Sie war früher Hirtin und wünscht sich noch einmal ein Lämmchen streicheln zu können. Schwester Dolcina, die ebenfalls einen Wunsch äußern will, wird von den anderen hämisch der Gefräßigkeit bezichtigt. Angelica behauptet wie die meisten anderen Schwestern, keinen Wunsch zu haben. Einige Schwestern flüstern, dass Angelica lüge und sich nichts sehnlicher wünsche, als Nachricht von ihrer Familie zu erhalten. Sie sei einst eine Adlige gewesen und zur Strafe ins Kloster geschickt worden.
Die Schwester Pflegerin kommt zu Angelica und lässt sich von ihr Kräuter für Schwester Chiara geben, die von Wespen gestochen wurde. Zwei Schwestern, die Almosen gesammelt haben, kommen mit einem beladenen Esel zurück und übergeben die Lebensmittel der Schwester Ausgeberin, wobei die Schwestern sich erneut über Dolcinas Naschsucht lustig machen. Eine der Almosensucherinnen erzählt, vor dem Kloster stehe eine prächtige Kutsche. Angelica fragt erregt nach dem Wappen und Aussehen der Kutsche in der Hoffnung, es sei jemand aus ihrer Familie. Während die Schwestern mit einem Eimer Wasser zum Friedhof gehen, erfährt Angelica von der Äbtissin, dass sie Besuch habe von ihrer Tante, der Fürstin. Die Äbtissin ermahnt Angelica, die seit sieben Jahren vergeblich auf einen Besuch gewartet hat, sich zu beruhigen, und führt sie mit der Schwester Schließerin ins Sprechzimmer.
Die Fürstin verhält sich Angelica gegenüber sehr distanziert und kühl. Sie erklärt, dass Angelicas Eltern sie vor ihrem Tod beauftragt haben, das Vermögen ihrer Kinder zu verteilen. Da Angelicas jüngere Schwester Anna Viola heiraten werde, sei es an der Zeit, dieser Pflicht nachzukommen, und Angelica müsse die Urkunde zur Aufgabe ihrer Besitzansprüche unterschreiben. Ihre Schwester habe einen Mann gefunden, der sie trotz der von Angelica beschmutzten Familienehre zur Frau nehme. Angelica wirft ihrer Tante Unerbittlichkeit vor, die daraufhin erklärt, sich im Gebet mit Angelicas verstorbener Mutter im Schmerz vereint zu fühlen und danach für ihre Nichte nur ein Wort zu haben: Sühne. Angelica bittet die Fürstin, ihr von ihrem unehelichen Kind, das ihr kurz nach der Geburt genommen wurde, zu erzählen. Die Fürstin schweigt zunächst und sagt dann knapp, dass es vor zwei Jahren gestorben sei. Angelica stürzt daraufhin schluchzend zu Boden. Die Fürstin betet im Stillen vor einem Heiligenbild und lässt sich von der Schwester Schließerin, die eine Öllampe hereinbringt, und der Äbtissin Feder und Tinte bringen. Angelica unterschreibt und die Fürstin verlässt das Kloster, ohne noch ein Wort mit ihrer Nichte zu reden.
Zurück auf dem Hof sehnt sich Angelica nach dem Tod, zu ihrem Sohn. Genovieffa und die anderen Nonnen kehren vom Friedhof zurück und preisen die Gottesmutter für die Erfüllung von Angelicas Wunsch nach einem Verwandtenbesuch. Angelica gibt Freude vor und alle begeben sich in ihre Zellen.
In der Nacht baut Angelica im Hof einen Herd und kocht darauf einen giftigen Trank, um sich zu töten. Als sie das Gift getrunken hat, wird sie sich der Sündhaftigkeit ihrer Tat bewusst und bittet die Mutter Gottes um Gnade. Unterdessen beginnt die Kirche zu leuchten, öffnet sich und gibt den Blick auf eine Schar Engel frei. Die Königin des Trostes tritt mit einem blonden Knaben aus der Kirche, der langsam drei Schritte auf Angelica zu geht, begleitet vom Chor der Engel. Angelica stirbt.